# BACH主題
| お使いのブラウザーでは、音声再生がサポートされていません。音声ファイルをダウンロードをお試しください。 |
| BACH主題                                                                                               |

BACH主題（バッハしゅだい、英語：Bach motif）は、音楽における、「変ロ-イ-ハ-ロ」（英語音名：B♭-A-C-B）（最後の音はナチュラル）の4音の連なりである。
この4音の主題（モチーフ）は、多数の作曲家が使用しており、通常、ヨハン・ゼバスティアン・バッハへの敬意の表明として用いられる。とはいえ、最初に知られる例はより年長のヤン・ピーテルスゾーン・スウェーリンクの作品(SwWV 273)であり、この作品は、確かではないが、ヨハン・ゼバスティアンの先祖の一人へ敬意を表するのに用いられた可能性がある。バッハの先祖の多くは同様に音楽家であった。
バッハ（Bach）という姓の綴りを使って、このように4音を表現することができるのは、ドイツ語の音名で B は、英語でいうところの B♭（変ロ音）を示し、他方、H は、B natural（本位ロ音）を示すからである。

## バッハ自身による使用
J.S.バッハと親交があったヨハン・ゴットフリート・ヴァルターは作曲家の生前の1732年に発表された『音楽事典』Musicalisches Lexicon のJ.S.バッハの項でこの音型に言及している。J.S.バッハ自身は、1750年の死までに完成に至らなかった『フーガの技法』（Die Kunst der Fuge, BWV1080）の最終部分のテーマ（主題）としてこのモチーフを使った。
付記すれば、このモチーフはカノン変奏曲『天のいと高きところより』（Vom Himmel Hoch, BWV769）における第4変奏の終わりの部分をはじめ、他の幾つかの作品にも現れる。『マタイ受難曲』の、合唱が「この人はまことに神の息子であった」と歌う部分にこのモチーフが現れる。多くの作品においては、正確に B-A-C-H の音の連なりが演奏されることはなく、移調された形でこのモチーフが使用されている（同じ音程を持つ音の連なり、すなわち半音下行、短三度上昇、半音下行、として）。
『小さな和声の迷宮』（Kleines harmonisches Labyrinth, BWV591）の末尾第2小節に現れるものは、それほど重要とは考えられず、この作品自体も偽作である可能性がある（ヨハン・ダーフィト・ハイニヒェンが作曲者であると考えられている）。バッハの作品とされることがある（BWV898）BACH主題を用いた変ロ長調の前奏曲とフーガも作者には疑いがあり新バッハ全集では疑作の巻に収められている。

## 他の作曲家による使用
1985年にシュトゥットガルトで開かれた展覧会 "300 Jahre Johann Sebastian Bach" (ヨハン・ゼバスティアン・バッハの300年) のカタログで発表された網羅的な調査において、ウルリヒ・プリンツ（Ulrich Prinz）は17世紀から20世紀にかけての、330人の作曲家によるBACH主題を用いた409の作品を挙げている。

### バッハ一族
バッハの息子の一人である、おそらくヨハン・クリスティアン・バッハかカール・フィリップ・エマヌエル・バッハによる、このモチーフを使った鍵盤楽器のためのヘ長調フーガ（W. YA50）が存在する。カール・フィリップ・エマヌエルは自らの名前をイタリア風に綴った C-F-E-B-A-C-H によるフゲッタ（H. 285）も残している。しかし、このモチーフが何らかの規準と共に使用され始めるのは、バッハへの関心が復活する19世紀以降のことであった。

### 他の作曲家
おそらく、バッハ自身がフーガにおいて使用したため、このモチーフはしばしば、他の作曲家たちによって、フーガにおいてか、または他の複雑な対位法音楽で使用される。
BACHモチーフを目立つ形で扱っている作品は、作曲順だと次のようになる：
- シューマン - 『子供の情景』Op.15 （1838年） 第1曲 見知らぬ国と人々について
- シューマン - オルガンまたはペダルピアノのための『六つのフーガ』Op.60 （1845年）
- リスト - オルガンのための『バッハの名による幻想曲とフーガ』（1855年、後にピアノ用に編曲）
- リムスキー＝コルサコフ - ピアノのための『BACHの主題による6つの変奏曲』（1878年）
- レーガー - オルガンのための『バッハの主題による幻想曲とフーガ』（1900年）
- ブゾーニ - ピアノのための『対位法的幻想曲』（第1版：1910年、1912年および1922年に改訂）
- ニールセン - ヴァイオリン協奏曲（1911年）第2楽章冒頭
- ゴドフスキー - B-A-C-Hの主題による左手のための前奏曲とフーガ（1929年）
- カゼッラ - ピアノのための『バッハの名による2つのリチェルカーレ』（1932年）
- オネゲル - ピアノのための『前奏曲、アリオーソ、フゲッタ』（1932年。後に弦楽オーケストラ用に編曲）
- プーランク - ピアノのための『バッハの名による即興ワルツ』（1932年）
- ヴェーベルン - 弦楽四重奏曲（1937年－1938年）BACH主題に基づく12音音列による。
- ケクラン - バッハの名による音楽の捧げもの（1942年）
- クルサード - ピアノのための『BACH による変奏曲』（1952年）
- ダッラピッコラ - 『アナリベラの音楽帳』 （1952年）
- ペルト - 弦楽器、オーボエ、ハープシコードおよびピアノのための『B-A-C-H によるコラージュ』（1964年）
- ブルッチ（英語版） - 弦楽器のための『メタモルフォーシス B-A-C-H』（1974年）
- ソコラ（チェコ語版） - オルガンのための『B-A-C-H によるトッカータ風パッサカリア』（1976年）
- シュニトケ - 『コンツェルト・グロッソ第3番』（1985年）
- ネルソン　- ウィンド・アンサンブルのための『パッサカリア（B-A-C-H によるオマージュ）』（1992年）

このモチーフは、その他にも多くの作品で使われている。シェーンベルクの『管弦楽のための変奏曲』（1926年-1928年）と『弦楽四重奏曲第3番』（1927年）、ペンデレツキの『聖ルカ受難曲』、そしてブラームスによるベートーヴェンのピアノ協奏曲第4番第1楽章のカデンツァなどである。
また、 ショパン の『夜想曲第2番』 のコーダ部分では音の順番をH-B-C-Aと入れ替えた装飾音形が登場する。
ポップスでは、ゲーム「東方紅魔郷」内のBGM「U.N.オーエンは彼女なのか?」でもこの進行が見られる。

## 名前の文字を使った主題の他の例
その他の「名前文字主題（モチーフ）」としては次のものがある：
- A, E♭, C, H - ロベルト・シューマン（「ASCH」「Schumann」、『謝肉祭』で使用。地名と作曲者名）
- F, E♭, C, B natural - フランツ・シューベルト（F, SCHubert）
- E♭, C, B natural, B♭, E, G - アルノルト・シェーンベルク （Schönberg）
- D, E♭, C, B natural - ドミートリイ・ショスタコーヴィチ（D. Schostakowitsch）

これらはE♭のドイツ語音名がEs（エス）であることにより成立する。詳しくは、DSCH音型の記事を参照。
- B, E, B, A または B, A, B, E - ベラ・バルトーク（Bela Bartok, 後者のモチーフ形には、姓（家族名）を個人名の前に置くというマジャル人の習慣が認められる）
- C, A, G, E - ジョン・ケージ、ポーリン・オリヴェロス[8]、譚盾が使用。
- A, B♭, B natural, F - アルバン・ベルクとハンナ・フックス＝ロベッティン（A.B.そして H.F.：ベルクが『抒情組曲』で使用）
- A, B♭, E, G, G - ロベルト・シューマン（「ABEGG」、『アベッグ変奏曲』で使用。人名）
- H, A, D, D, G - フランツ・ヨーゼフ・ハイドン（「HAYDN」）

「Y」を「D」、「N」を「G」と読み替える。詳しくは、ハイドンの名によるメヌエットの記事を参照。
- A, D, A, A, F -ジャン・アラン（「ALAIN」）デュリュフレの《アランの名による前奏曲とフーガ》に用いられている。上掲の《ハイドンの名によるメヌエット》とは異なる変換テーブルによる。